# Fjalar y Galar

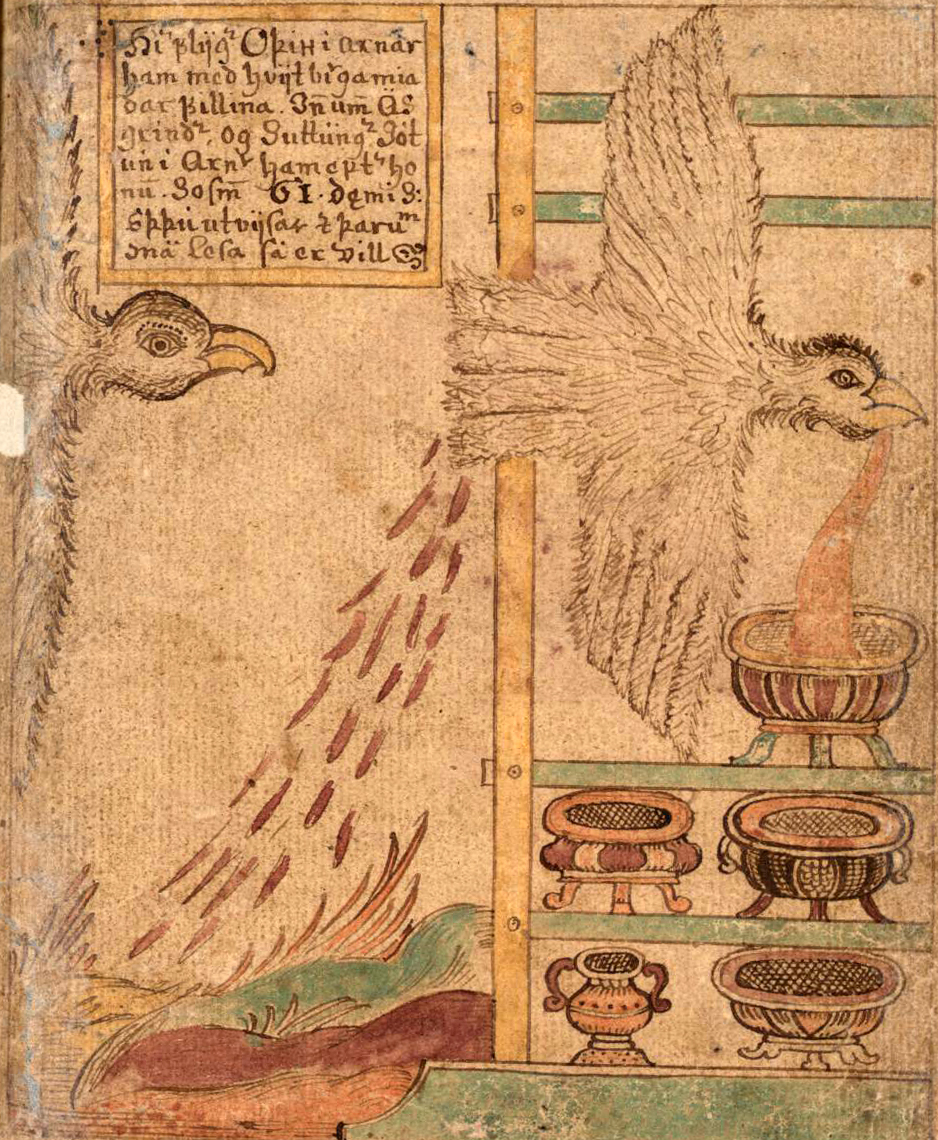
Odín consiguiendo el hidromiel.

En la mitología nórdica, Fjalar y Galar (cuyos nombres significan "impostor" y "gritón", respectivamente) eran enanos hermanos mencionados en Skáldskaparmál, en la Edda poética. Se relata que mataron al sabio vanir llamado Kvasir tras llevarlo con engaños hasta su caverna. Colocaron su sangre en dos cubas y un caldero y la mezclaron con hidromiel, la mezcla resultó en la hidromiel de poesía, de la cual los que bebían se convertían en escaldos.
Luego, los enanos fueron a la morada de Gilling, pidiéndole que los llevara en su bote hasta el medio de un lago, donde hundieron el bote y el gigante se ahogó; los enanos llegaron a la costa y avisaron a la esposa del gigante que éste había muerto en un accidente. La invitaron a ir hasta la orilla del lago, con intención de matarla. Al salir ella de la casa, le arrojaron una piedra de molino desde el techo de la casa, matándola.
Cuando Suttung, el hijo de Gilling, se enteró de lo sucedido a sus padres, ató a los enanos a unas rocas que serían cubiertas por la marea, pero éstos intercambiaron sus vidas a cambio del hidromiel preparado con la sangre de Kvasir.
En Hávamál, Edda poética se relata que Odín decidió conseguir dicha hidromiel y trabajó para Baugi, un granjero, un verano entero y luego pidió un pequeño sorbo de ella. Baugi se escondió taladrando una montaña, Odín se convirtió en serpiente y le persiguió. Allí dentro, Gunnlod, la hija de Suttung, custodiaba el hidromiel; Odín la persuadió para que le diera tres sorbos, pero se bebió todo el hidromiel, se convirtió en águila y escapó.